# Ein Herz voll Musik
Ein Herz voll Musik (Alternativtitel: Heimat-Melodie) ist ein deutscher Schlagerfilm von Robert A. Stemmle aus dem Jahr 1955. Die Hauptrollen sind mit Vico Torriani, Fita Benkhoff, Ina Halley und Ruth Stephan besetzt.

## Handlung
Die amerikanische Millionärin Ellinor Patton ist begeistert, als sie in St. Moritz immer wieder denselben Wintersportler mit der Nummer 7 unter verschiedenen Namen bei verschiedenen Wettbewerben siegen sieht. Sie nennt ihn fortan ihre Nummer 7 und ist erfreut, als er sie auch in ihrem Hotel als Kellner bedient. Sie weiß nicht, dass es sich bei Vico um den Sohn des Hotelbesitzers Hasenpfot handelt. Der Vater wiederum ist nicht begeistert, als Vico einerseits im Hotel mit dem Orchester Mantovani einen Schlager singt und andererseits eine Affäre mit dem Blumenmädchen Blanche beginnt. Blanche wird auf Hasenpfots Anweisung in ein Hotel nach Rom versetzt. Dem Sohn will Hasenpfot die monatlichen Gelder sperren, wenn er nicht vom Singen lässt, doch bricht Vico lieber mit ihm und zieht allein in die Welt. Er kommt nach Rom, wo er zunächst vergeblich Anstellung sucht und dann unter falschem Namen in einem Hotel unterkommt, in dem auch Mantovanis Orchester auftreten wird. Er bewirbt sich bei Mantovani, doch verhindert ein vom Vater engagiertes Orchestermitglied, dass eine Bewerbung zu Mantovani durchgestellt wird. Stattdessen wird Vico mitgeteilt, dass Mantovani seine Gesangskünste wenig begeistert haben und er nicht Teil des Orchesters wird.
In Rom trifft Vico, der sich inzwischen auch als Pantomime verdingt hat, auf Blanche und beide werden ein Paar. Er freundet sich zudem mit Blanches Vertrauter Fleurette an, die mit dem Musiker aus Mantovanis Orchester befreundet ist, der Vicos Aufstieg verhindert hat. Vico sieht auch Ellinor wieder, die ihm einen Kellnerjob in einem angesehenen Hotel verschafft. Ellinor ist es auch, die ohne Vicos Wissen eine Revue für ihn auf die Beine stellt, in der er unter Vermittlung von Fleurettes Freund die Hauptrolle erhält. Nach der Premiere der Revue Der Liebling von Soho präsentiert sich Ellinor vor der Presse als Vicos Förderin. Blanche versteht die Situation falsch und eilt enttäuscht davon. Sie reist nach St. Moritz ab. Fleurette erfährt von ihrem Freund, dass er den Revuejob vermittelt hat und ein Engagement bei Mantovani auf Drängen von Herrn Hasenpfot verhindert hat. Er macht seine Verfehlungen wieder gut, indem er Mantovani nun von Vico erzählt. Mantovani will den jungen Sänger aus St. Moritz immer noch engagieren. Alle reisen nach St. Moritz, wo auch Vico auf der Suche nach Blanche ankommt. Er findet sie und beide fallen sich in die Arme.

## Produktion
Ein Herz voll Musik wurde in den Bavaria-Film-Studios in München-Geiselgasteig sowie in Rom und St. Moritz gedreht. Arbeitstitel waren Der Himmel voller Geigen und Und die ganze Welt voller Geigen. Otto Pischinger und Herta Hareiter schufen die Bauten, die Produktionsleitung lag in den Händen von Auguste Barth-Reuß.
Der Film erlebte am 1. September 1955 in den Weltspielen in Hannover seine Premiere.
Vico Torriani singt im Film verschiedene Lieder:
- Du bist schön wie Musik (Heino Gaze / Bruno Balz, Heino Gaze)
- Schau nur zu den Sternen (Heino Gaze / Bruno Balz, Heino Gaze)
- Armer Pierrot (Heino Gaze / Bruno Balz, Heino Gaze)
- Der neue Frühjahrshut (Heino Gaze / Bruno Balz, Heino Gaze)
- Blauäugelein (Heino Gaze / Bruno Balz, Heino Gaze)
- Grüß mir die Damen (Heino Gaze / Bruno Balz, Heino Gaze)

Es spielt Mantovani mit seinem Charmaine-Orchester.

## Kritik
Das Lexikon des internationalen Films befand 1990: „Mondäner Wirbel um den Schlagersänger Vico Torriani“. In seiner Neuauflage bewertete das LdIF den Film kritischer: Er sei „anspruchslose Schlagerunterhaltung, gefertigt nach Schablone und angereichert mit touristisch-bunten Ansichten von St. Moritz und Rom, viel mondänem Getue und noch mehr aufgesetztem Sentiment.“
Cinema konstatierte: „Vico singt Schlager, der Rest ist mager“.